# 가마이시선
가마이시선(일본어: 釜石線)은 일본 이와테현 하나마키시의 하나마키역에서 가마이시시의 가마이시역까지 연결하는 동일본 여객철도의 철도 노선이다. 애칭은 "은하 드림라인 가마이시 선"(銀河ドリームライン釜石線)"으로, 가마이시 선의 전신인 이와테 경편철도가 미야자와 겐지가 쓴 《은하철도의 밤》의 모델로 알려졌기 때문이다. 또한 미야자와 겐지의 단편 동화인 《시그널과 시그널리스》(グナルとシグナレス)는 도호쿠 본선과 가마이시 선의 신호기를 의인화하여 남녀에 비유한 사랑 이야기이다. 미야자와 겐지가 작품 속에서 에스페란토 단어를 자주 등장시켜, 역 이름에 에스페란토의 애칭이 붙게 되었다.

## 연혁
- 1913년:이와테 경편 철도 첫 개통.
- 1914년:도노-센닌토게 구간 개통.
- 1915년:이와네바시-가시와기다이라 구간 개통.
- 1936년:국유화되어 가마이시 선이 됨.
- 1944년:가마이시-리쿠추오하시 구간 개통.
- 1949년:가시와기다이라-도노 구간 개통.
- 1950년:아시가세-리쿠추오하시 구간 개통.
- 1967년:디젤화.
- 1985년:야자와 역 폐지.
- 1987년:동일본 여객 철도가 접수.
- 1993년:전 노선 CTC화.
- 1997년:DD51842 기관차 견인.

## 역 목록
| 역 이름          | 일본어 이름 | 접속 노선                                                                            | 소재지          | 에스페란토에 의한 애칭 및 의미                |
| ---------------- | ----------- | ------------------------------------------------------------------------------------ | --------------- | --------------------------------------------- |
| 하나마키         | 花巻        | 동일본 여객 철도：도호쿠 본선（모리오카역 방면이와테 은하 철도선 고마역까지 직통함） | 하나마키시      | Ĉielarko（치엘아르코：무지개）                |
| 니타나이         | 似内        |                                                                                      | 하나마키시      | La Marbordo（라 마르보르도：해안）            |
| 신하나마키       | 新花巻      | 동일본 여객 철도：도호쿠 신칸센                                                      | 하나마키시      | Stelaro（스텔라로：별자리）                   |
| 오야마다         | 小山田      |                                                                                      | 하나마키시      | Luna Nokto（루나 녹토：달밤）                 |
| 쓰치자와         | 土沢        |                                                                                      | 하나마키시      | Brila Rivero（브릴라 리베로：빛나는 강）      |
| 하루야마         | 晴山        |                                                                                      | 하나마키시      | Ĉeriz-arboj（체리즈 아르보이：벚나무 가로수） |
| 이와네바시       | 岩根橋      |                                                                                      | 도노시          | Fervojponto（페르보이폰토：철교）             |
| 미야모리         | 宮守        |                                                                                      | 도노시          | Galaksia Kajo （갈락시아 카요：은하 플랫폼）  |
| 가시와기다이라   | 柏木平      |                                                                                      | 도노시          | Glanoj（글라노이：도토리）                    |
| 마스자와         | 鱒沢        |                                                                                      | 도노시          | Lakta Vojo（락타 보요：은하수）               |
| 아라야마에       | 荒谷前      |                                                                                      | 도노시          | Akvorado（악보라도：수차）                    |
| 이와테후쓰카마치 | 岩手二日町  |                                                                                      | 도노시          | Farmista Domo（파르미스타 도모：농가）        |
| 아야오리         | 綾織        |                                                                                      | 도노시          | Teksilo（텍실로：직기）                       |
| 도노             | 遠野        |                                                                                      | 도노시          | Folkloro（폴크로로：민화）                    |
| 아오자사         | 青笹        |                                                                                      | 도노시          | Kapao（카파오：갓파）                         |
| 이와테카미고     | 岩手上郷    |                                                                                      | 도노시          | Cervodanco（체르보단초：시시오도리）          |
| 히라쿠라         | 平倉        |                                                                                      | 도노시          | Monta Dio（몬타 디오：산신）                  |
| 아시가세         | 足ヶ瀬      |                                                                                      | 도노시          | Montopasejo（몬토파세요：고개）               |
| 가미아리스       | 上有住      |                                                                                      | 게센군 스미타정 | Kaverno（카베르노：동굴）                     |
| 리쿠추오하시     | 陸中大橋    |                                                                                      | 가마이시시      | Minaĵo（미나조：광석）                        |
| 도센             | 洞泉        |                                                                                      | 가마이시시      | Cervoj（체르보이：사슴）                      |
| 마쓰쿠라         | 松倉        |                                                                                      | 가마이시시      | La Suda Kruco（라 수다 크루초：남십자성）     |
| 고사노           | 小佐野      |                                                                                      | 가마이시시      | Verda Vento（베르다 벤토：녹색 바람）         |
| 가마이시         | 釜石        | 동일본 여객 철도：야마다 선（미야코역까지 직통함） 산리쿠 철도：미나미리아스 선      | 가마이시시      | La Oceano（라 오체아노：큰 바다）             |